# ×Celmearia ruawahia
Celmearia ruawahia là một loài thực vật có hoa trong họ Cúc. Loài này được Heenan mô tả khoa học đầu tiên năm 1993.